# Littérature égyptienne
 (avril 2015).
Si vous disposez d'ouvrages ou d'articles de référence ou si vous connaissez des sites web de qualité traitant du thème abordé ici, merci de compléter l'article en donnant les références utiles à sa vérifiabilité et en les liant à la section « Notes et références ».

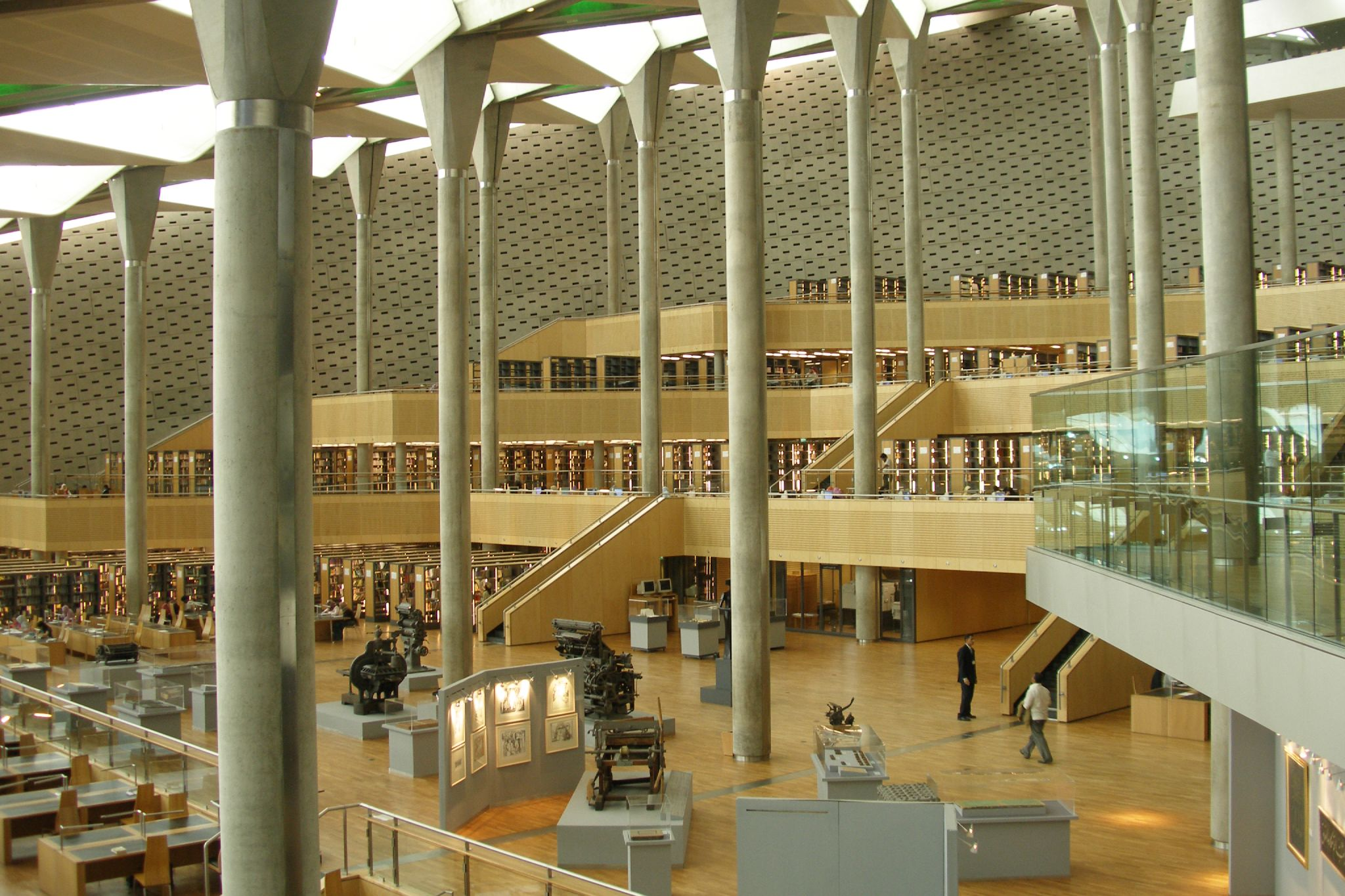
Hall de la Bibliotheca Alexandrina

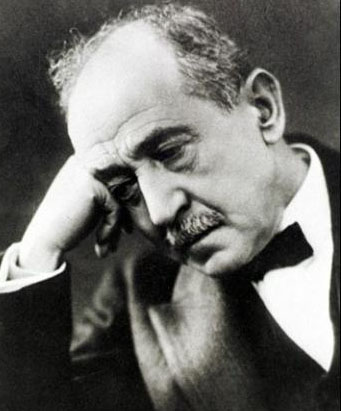
Ahmed Chawqi

La littérature égyptienne est l'une des plus riches du monde arabe. Elle bénéficie du rayonnement culturel du Caire dans tout le monde arabe. Elle s’enrichit aussi de l’histoire millénaire du pays. Son plus célèbre représentant est le récipiendaire du Prix Nobel de littérature en 1988, Naguib Mahfouz.

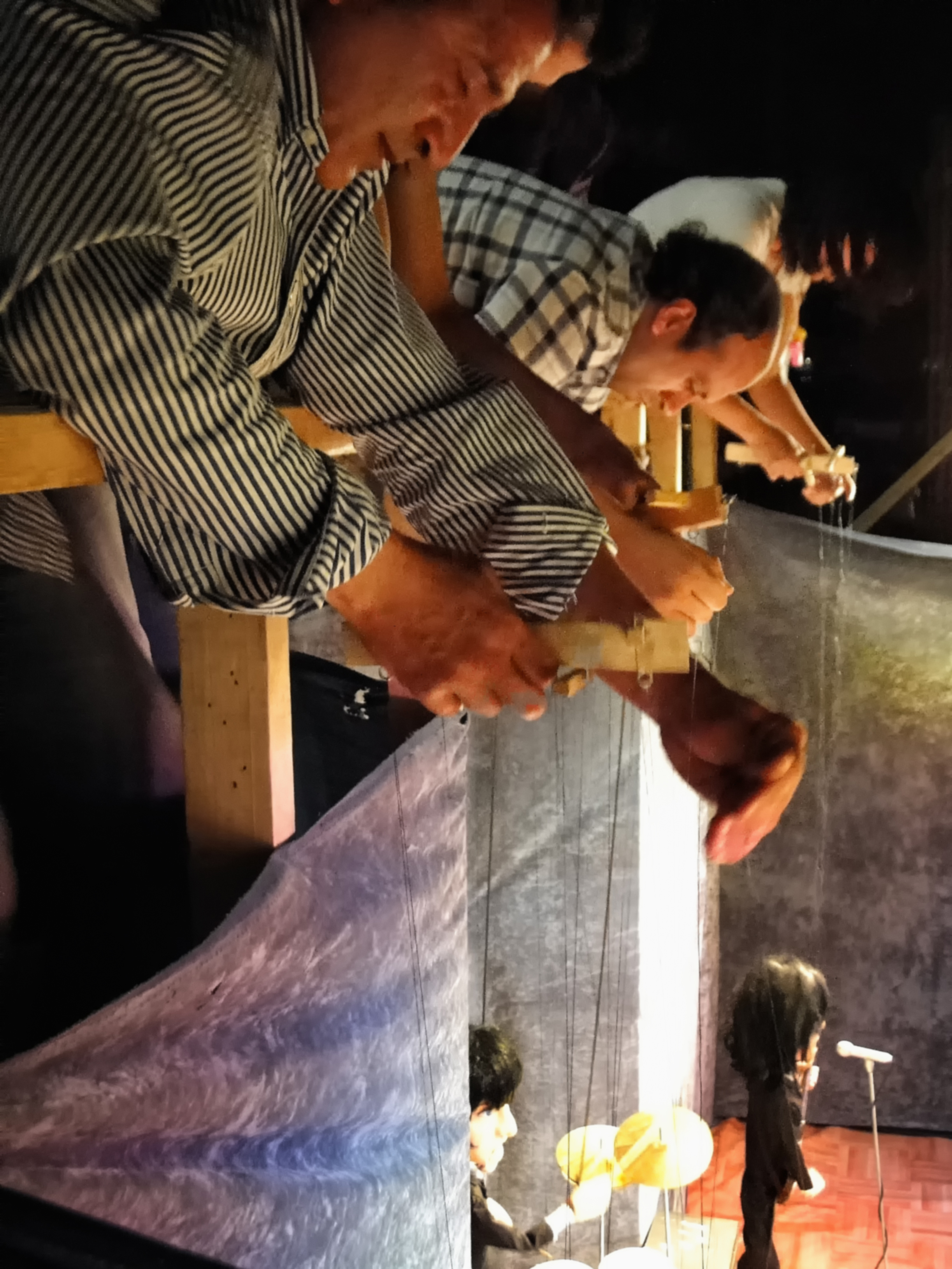
Théâtre de marionnettes

## Antiquité
La littérature égyptienne antique couvre les trois millénaires de toute la période de l'Égypte antique.
Cette littérature, en égyptien ancien (langue chamito-sémitique), en écriture hiéroglyphique, est très diversifiée : textes religieux, biographies, romans, contes, textes politiques et philosophiques, textes poétiques, « sagesses ».
La langue a beaucoup évolué, sur 4 500 années. Aujourd'hui éteinte, elle a cependant donné naissance à la langue copte, écrite au moyen de l'alphabet copte, langue liturgique qui a cessé d'être utilisée comme langue vivante.
La Bibliothèque de Nag Hammadi est un ensemble de douze codex de papyrus reliés en cuir, et partie d'un treizième (un traité en 8 folios), du milieu du IVe siècle, retrouvés en 1945 sur le site de Nag Hammadi, au nord-ouest de Louxor. Ces codex (les plus anciens connus), conservés au musée copte du Caire, contiennent une cinquantaine de traités en copte, traductions de textes écrits initialement en grec ancien, et datent vraisemblablement du IIe au IIIe siècle.
Toute une littérature, en grande partie religieuse, a existé également en latin, en grec et grec de la koïnè (littérature grecque hellénistique, histoire d'Alexandrie à l'époque hellénistique), en syriaque (littérature syriaque), en hébreu (histoire des Juifs en Égypte, Juifs arabes, judaïsme hellénistique, histoire des Juifs de l'Égypte hellénistique et romaine, philosophie judéo-alexandrine, Guéniza du Caire, Moïse Maïmonide, Guide des égarés (1190) en judéo-arabe et Mishné Torah (1170-1180) en hébreu mishnaïque). De cette effervescence témoigne à sa manière la compilation de faits réputés historiques jusqu'en 1260, en arabe, avec un titre latin Chronicon Orientale.
La Bibliothèque d'Alexandrie, le Mouseîon d'Alexandrie, l'École d'Alexandrie ont rayonné longtemps, avant de disparaître.
Le projet de Bibliotheca Alexandrina s'est concrétisé en 1995-2023.

## Langues actuelles
Le kiptchak mamelouk, introduit lors du sultanat mamelouk d'Égypte (1250–1517), a également disparu.
La langue officielle de l'Égypte est l'arabe standard moderne, mais la principale langue parlée est l'arabe égyptien, qui ressemble beaucoup à l'arabe classique. Le siwi – tamazight (berbère) de l'ouest du pays – est toujours parlé à Siwa. Le copte (bohaïrique) survit en tant que langue liturgique des chrétiens d'Égypte. Le nubien demeure une langue parlée par les habitants de Haute-Égypte, dans la région d'Assouan, communément appelée Nubie. L'arabe a été adopté par les Égyptiens après l'invasion arabe de l'Égypte, dès 639, début de la période islamique de l'Égypte.
Au XXIe siècle, les langues parlées sont l'arabe égyptien (68 %), l'arabe saʿïdi (29 %, en Haute-Égypte), l'arabe bédouin de l'Est de l'Égypte (en) (1,6 %), l'arabe soudanais (0,6 %), le domari (0,3 %), le nubien (0,3 %), le bedja (0,1 %), le berbère siwi et d'autres encore. Additionnellement, le grec, l'arménien et l'italien sont les principales langues des immigrants du XIXe siècle.

## Littérature arabe médiévale
La période islamique de l'Égypte (639-1517) la fait participer à la civilisation islamique : âge d'or de l'Islam (750-1250), arts de l'Islam, sciences arabes, médecine arabe au Moyen Âge, art du livre arabe, (sciences et techniques en al-Andalus).
Les pertes de livres pendant l'Antiquité tardive et la disparition de tout un héritage culturel antique s'accélèrent dans les années 400-600.
On n'est plus bien sûr que la destruction du Mouseîon d'Alexandrie et de la bibliothèque d'Alexandrie soit une conséquence directe de la conquête musulmane de l'Égypte (641-654). La fin de l'Égypte romaine et byzantine connaît également des périodes troublées : période byzantine (330-619), période sassanide (619-646), pendant les guerres perso-romaines (230-628), avant même les guerres arabo-byzantines (629-1180).
La langue arabe et la littérature arabophone se répandent dans tout le monde arabe, et pas seulement en territoire égyptien.
- Califes bien guidés (632-661), Omeyyades (661-750), Abbassides (750-868), Toulounides (888-905), Ikhchidides (935-969)
- Période fatimide de l'Égypte (969-1171), période ayyoubide de l'Égypte (1169-1250), art d'Égypte et de Syrie des Fatimides aux Mamelouks (1071-1250)
- Sultanat mamelouk d'Égypte (1250-1517)
- Traductions arabes du IXe siècle, traductions latines du XIIe siècle, science et technologie byzantines

Deux noms sont rattachés plus directement à l'Égypte :
- Ibn al-Nafis (1210c-1288), Al-Risalah al-Kamiliyyah fi l-Sira al-Nabawiyyah (Theologus Autodidactus, Le Théologien autodidacte), Abrégé du Canon d'Avicenne, Commentaires sur l'Anatomie du Canon d'Ibn Sina
- Les Mille et Une Nuits (pour une part)

## AuXIXesiècle: la littérature de l'Égypte indépendante
La littérature égyptienne s'inscrit dans le contexte plus vaste de la littérature arabophone. Elle prend des formes plus spécifiques au moment de l'indépendance de l'Égypte libérée de la tutelle de l'Empire ottoman en 1805. L'expédition militaire de Napoléon Bonaparte en Égypte quelques années plus tôt, accompagné de savants, contribue à ouvrir les yeux de plusieurs sur le retard culturel et technique pris par l'Égypte au cours des siècles précédents : Nahda (l'essor).
Mohamed Abduh (1849-1905) et Djemâl ad-Dîn al-Afghâni (1838-1897) sont deux intellectuels arabes, penseurs religieux musulmans, théologiens panislamistes, à l'origine du salafisme moderniste, une des formes de ce réveil, dans l'islam libéral.
Il faut toutefois attendre la toute fin du XIXe siècle pour que les premiers écrivains inspirés des modèles occidentaux émergent en Égypte. Parmi ceux-ci, on peut citer le pionnier du théâtre égyptien, Yaqub Sannu (1839-1912), surnommé par le khédive "le Molière de l'Égypte", qui compose des pièces en arabe dialectal, inspirées des modèles offerts par Molière, Goldoni, Richard Brinsley Sheridan. Ahmed Chawqi (1868-1932), surnommé le Prince des poètes, envoyé par le khédive pour étudier en France, prend quant à lui pour modèles Pierre Corneille et Jean Racine et écrit plusieurs pièces de théâtre en vers inspirés par l'histoire égyptienne et les légendes arabes, dont La mort de Cléôpatre et Le fou de Leyla.
Quelques années plus tard, Muhammad Husayn Haykal (1888-1956) écrit le premier roman moderne en langue arabe, Zaynab (1913) (en), une histoire d'amour située dans un cadre rural. Son contemporain Taha Hussein (1889-1973) est un des grands noms du mouvement moderniste dans le monde arabe. Aveugle très jeune, il reçoit une éducation religieuse traditionnelle à la mosquée Al-Azhar du Caire, qu'il évoque dans son autobiographie romancée Le livre des jours (en) (Al-Ayyam, 1926-1932). Il s'interroge également sur d'autres aspects de la culture arabe, étudiant la poésie anté-islamique avec un appareil critique moderne ou se penchant sur l'avenir de la culture égyptienne, qu'il cherche à rapprocher d'autres traditions culturelles méditerranéennes, dont celles de la Grèce, de la France ou de l'Italie.
Tawfiq al-Hakim (1898-1987) est le créateur du théâtre égyptien moderne, qui était jusque-là dominé par la farce et la comédie légère. Il écrit des pièces à idées inspirées comme Chawqi du patrimoine arabe ou occidental: Shéhérazade (1934), Œdipe Roi (1939), Pygmalion (1942), ou encore de thèmes sociaux comme Le secret de la suicidée (1937) ou Une balle en plein cœur (1944). Il s'attaque même à une pièce sur le prophète de l'islam Mahomet (1936), destinée à la lecture et non à être représentée.

## La révolution réaliste

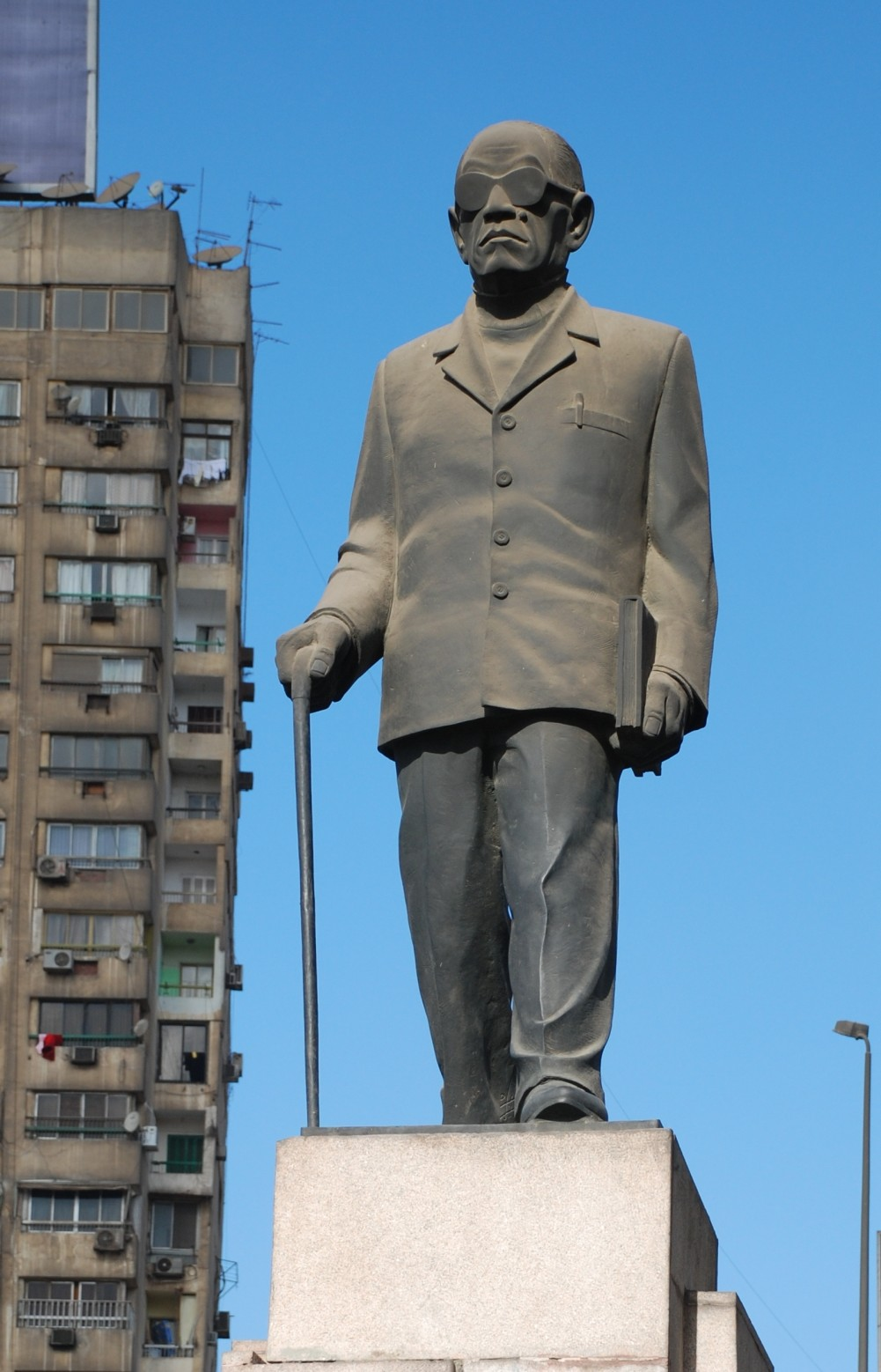
Monument en hommage à Naguib Mahfouz au Caire

Ces premiers écrivains étaient issus d'une élite intellectuelle et s'adressaient en grande partie à celle-ci. Les choses vont changer au milieu du XXe siècle avec le développement de l'alphabétisation et de la presse écrite en Égypte. Plusieurs écrivains partagent leurs efforts entre l'écriture journalistique et la littérature. Le besoin de rejoindre un public plus large et moins cultivé favorise le développement d'une langue plus directe et proche de la langue parlée, ainsi que le traitement de thèmes tirés de la réalité quotidienne. Plusieurs de ces écrivains se donnent une mission d'éducateur, de défenseur des humbles et des opprimés, et de combattant des superstitions qui entravent le développement économique et social du pays.
Parmi cette génération, on peut citer le nouvelliste, Yahya Haqqi (en) (1905-1990), Abd al-Rahman al-Charqawi (1920-1987), journaliste et romancier réaliste avec La Terre (Al-Ard, 1954) qui décrit la situation difficile des paysans, ou Youssef Idriss (1927-1991) auteur de nouvelles à caractère social comme Des nuits à bon marché (1954) ou La République de Farhat (1957).
Cependant, le plus grand nom issu de cette école est Naguib Mahfouz (1912-2006), dont l'œuvre dépassera ce premier cadre un peu contraignant pour déboucher sur une série de romans foisonnants décrivant en détail la vie au Caire et ses différents milieux sociaux. On l'a comparé à Balzac pour la richesse de son inspiration et le caractère exhaustif de la vaste fresque qu'il met en scène, touchant toutes les classes sociales et la totalité du XXe siècle. Il est récompensé par le Prix Nobel de littérature en 1988, le seul écrivain de langue arabe à avoir reçu cette distinction.

## Le temps des idéologies
Avec la chute de la monarchie à la suite du putsch militaire de 1952, l'Égypte va connaître plusieurs décennies turbulentes où différentes idéologies s'affrontent, le pan-arabisme, le socialisme arabe, le libéralisme, et l'islamisme politique. Plusieurs écrivains s'engagent dans ces luttes idéologiques, dont Nawal El Saadawi (1931-2021), médecin et auteur féministe, qui plaide la cause des femmes dans ses essais à caractère autobiographique. Elle s'attaque également aux aspects étouffants du pouvoir religieux, ce qui restreint la diffusion de ses romans, bannis par la censure.
Sonallah Ibrahim (1937-2025) représente la tendance gauchiste. Opposé au néo-impérialisme américain, il s'élève également contre l'État bureaucratique et les scandales financiers à répétition qui caractérisent l'Égypte des années 1970 et 1980. Son roman Les années de Zeth (1992) est un portrait décapant de la société égyptienne dominée par des escrocs et des profiteurs en tous genres, alors que les gens ordinaires sont confrontés à une bureaucratie pharaonique qui empêche le moindre progrès.

## Le courant moderniste

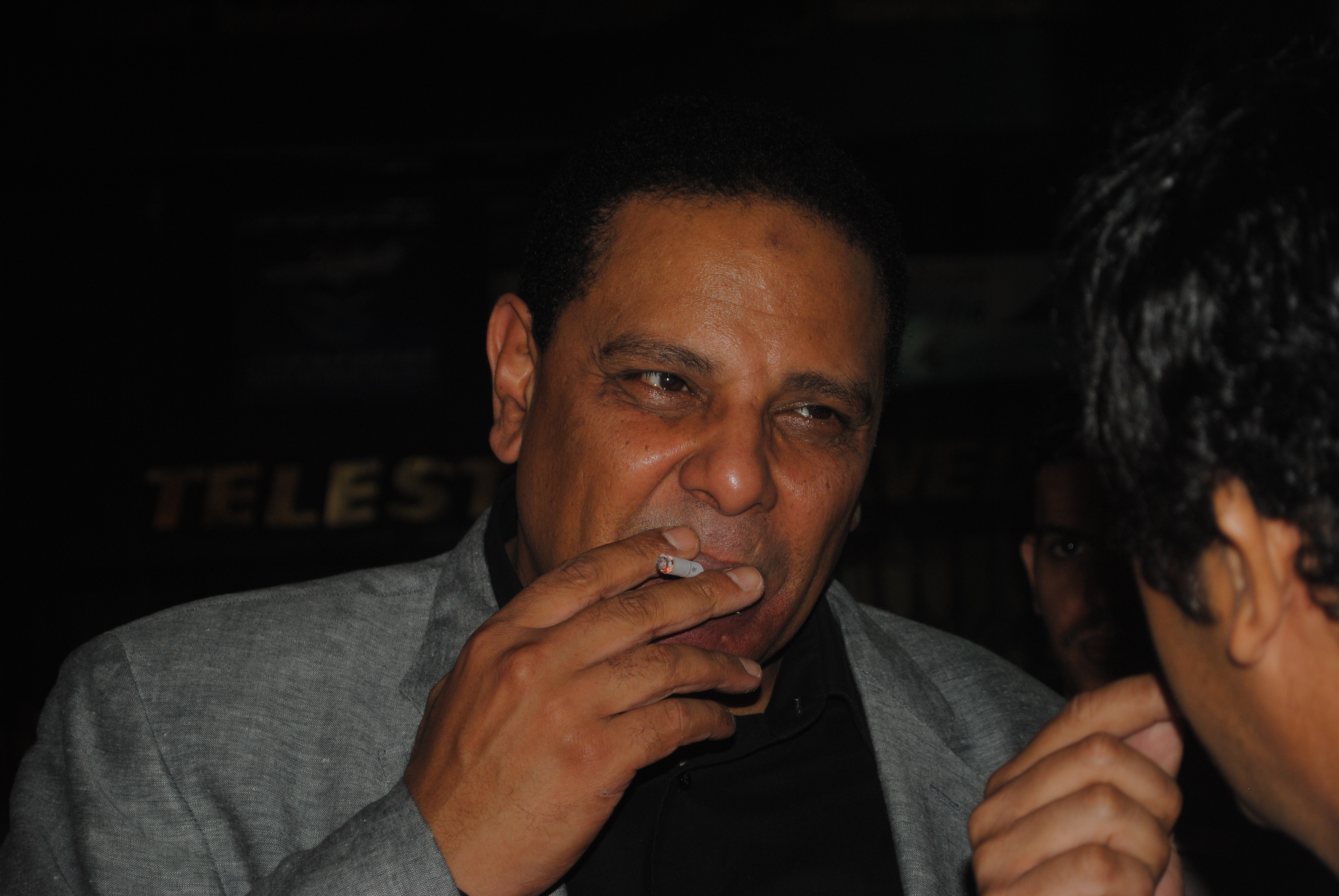
Alaa al-Aswany

À côté des écrivains engagés, on retrouve des écrivains dont les préoccupations sont plus littéraires. Édouard Al-Kharrat (né en 1926) s'inspire des romanciers français contemporains pour décrire sa ville natale d'Alexandrie dans des œuvres où le style recherché, la psychologie et l'évocation des lieux priment sur l'intrigue ou les idées. Gamal Ghitany (né en 1945) renoue avec la tradition du roman de vaste envergure de Mahfouz, tout en incorporant des techniques d'écriture modernes, comme la multiplication des points de vue et l'introduction de fragments textuels. On retrouve également certains échos du réalisme magique latino-américain dans un roman comme La mystérieuse affaire de l'impasse Zaafrâni (1976) où une anecdote non réaliste - un sort jeté sur l'ensemble des hommes d'une ruelle du Caire - permet de soulever le voile sur les relations intimes des habitants du quartier et leurs relations avec le pouvoir.
Cette veine se poursuit à l'heure actuelle avec Alaa al-Aswany (né en 1957) dont le roman L'Immeuble Yacoubian (2002) s'impose déjà comme le premier classique du XXIe siècle égyptien, décrivant l'enchevêtrement humain du Caire, mais abordant également des thèmes nouveaux comme l'homosexualité et l'influence grandissante des islamistes sur la vie quotidienne.
Un des romanciers populaires est le médecin Ahmed Khaled Tawfik (1962-2018), médecin, poète, traducteur, auteur prolifique (500 romans brefs, dont d'horreur, de science-fiction, de thriller médical...), dont Utopia (2008).

## La littérature non-arabophone
L'Égypte a longtemps été une terre cosmopolite, en particulier la ville d'Alexandrie dont la population était d'origines multiples. De nombreux écrivains majeurs ont ainsi adopté des langues autres que l'arabe pour leurs œuvres, qui font néanmoins partie du corpus littéraire égyptien. On peut citer, entre autres, Edmond Jabès (1912-1991), Albert Cossery (1913-2008) et Andrée Chedid (1920-2011) en français, Stratis Tsirkas (1911-1980) et Constantin Cavafy (1863-1933) en grec, et Ahdaf Soueif (1950-), ou Anne-Marie Drosso (1951-), en anglais. De plus, de nombreux écrivains expatriés  ont fait de l'Égypte le site de leurs écrits, le plus célèbre étant l'anglais Lawrence Durrell (1912-1990), auteur du Quatuor d'Alexandrie.

## Prix littéraires
- Prix Naguib-Mahfouz (1996-)
- Sawiris Cultural Award (en), prix culturel Sawiris (2005-)
- Prix Nil pour les arts, la littérature et les sciences sociales (it) (depuis 2013)